# Upogebia brasiliensis
Upogebia brasiliensis is een tienpotigensoort uit de familie van de Upogebiidae. De wetenschappelijke naam van de soort is voor het eerst geldig gepubliceerd in 1956 door Holthuis.